# Brachionus quadridentatus
Brachionus quadridentatus är en hjuldjursart som beskrevs av Hermann 1783. Brachionus quadridentatus ingår i släktet Brachionus och familjen Brachionidae. Arten är reproducerande i Sverige.

## Underarter
Arten delas in i följande underarter:
- B. q. melhemi
- B. q. mirabilis
- B. q. quadridentatus